# هيو شيلتون
هيو شيلتون (بالإنجليزية: Henry Hugh Shelton)‏ هو عسكري أمريكي، ولد في 2 يناير 1942 في تاربورو في الولايات المتحدة.

## وصلات خارجية
- هيو شيلتون على موقع مونزينجر (الألمانية)
- هيو شيلتون على موقع إن إن دي بي (الإنجليزية)